# Chris Dwyer
Christopher Paul Dwyer (né le 10 avril 1988 à Boston, Massachusetts, États-Unis) est un lanceur gaucher des Ligues majeures de baseball qui a joué avec les Royals de Kansas City en 2013.

## Carrière
D'abord drafté au 36e tour de sélection par les Yankees de New York en 2008, Chris Dwyer s'engage chez les Tigers de l'Université de Clemson et devient le choix de quatrième ronde des Royals de Kansas City en 2009. Il amorce la même année sa carrière professionnelle dans les ligues mineures avec un club-école des Royals.
Joueur des Storm Chasers d'Omaha, le club-école des Royals en Ligue de la côte du Pacifique, Dwyer est choisi en 2013 comme lanceur partant de son équipe dans le match annuel qui opposent les champions des deux ligues mineures de niveau Triple-A. Opposés aux Bulls de Durham de la Ligue internationale, Omaha l'emporte 2-1 grâce à une superbe performance de Dwyer, qui amène un match parfait jusqu'en 7e manche après avoir retiré consécutivement les 20 premiers frappeurs adverses à lui faire face. Le lendemain de ce match, le gaucher est pour la première fois appelé par les Royals de Kansas City.
Dwyer fait ses débuts dans le baseball majeur avec Kansas City le 24 septembre 2013 comme lanceur de relève. Il lance trois manches en deux sorties en relève, sans accorder de point, en fin de saison 2013.